# ガローウェ
ガローウェ（ソマリ語: Garoowe, Garōwe）は、ソマリア北西部に位置するヌガール州の都市である。
プントランドの支配下にあり、同地域の「首都」とされる。

## 地理
エチオピアの国境に近い。

## 政治
プントランドの首都として大統領府、議会や中央省庁が置かれている。

## 産業
農村などから都市部へ産物を運ぶ運輸業が盛んである。ガローウェ・オンラインの本社が所在する。

## 交通
南北ソマリ幹線道路が設置されている。

## 教育
プントランド国立大学がある。